# Wear
Der Wear (Aussprache: /ˈwɪər/) ist ein Fluss im Nordosten Englands. Er entspringt nahe Wearhead in der Gemeinde Stanhope in den Pennines in der Grafschaft County Durham, fließt weiter ostwärts durch ein Wearedale genanntes Tal durch die Stadt Durham und mündet nach 107 km bei Sunderland in die Nordsee. 